# 塞格尼茨
塞格尼茨是德国巴伐利亚州的一个市镇。总面积2.72平方公里，总人口834人，其中男性392人，女性442人（2011年12月31日），人口密度307人/平方公里。